# 博多港
博多港（はかたこう）は、福岡県福岡市にある港湾。海の中道、博多平野及び糸島半島により囲まれた博多湾の湾奥に位置している。港湾管理者は福岡市。港湾法上の国際拠点港湾、港則法上の特定港に指定されている。1899年8月4日に開港した。古くは、那の津・那大津・博多津と呼ばれていた。三津七湊。
近年、博多港は九州地域の経済を支える中枢港湾として、東アジア諸港における国際競争力の確保から国際海上コンテナターミナルの整備を進めており、高度物流の拠点港湾を形成している。外貿コンテナ取扱個数国内第6位。
外国人旅客数およびクルーズ船寄港数は日本一となっている。また、神戸港より西の西日本では貿易額、コンテナ取扱量ともに首位である。

## 概要

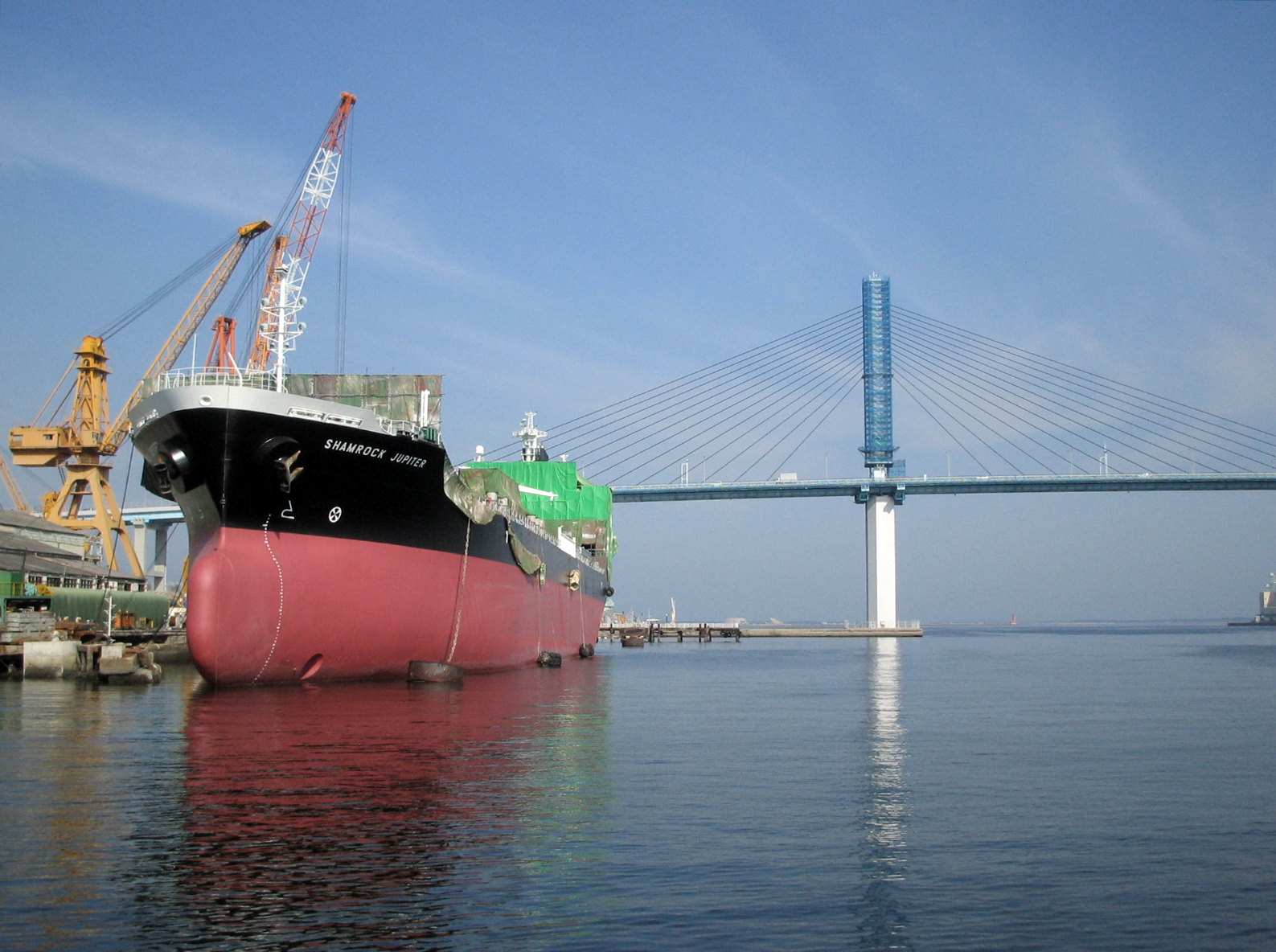
荒津地区

364日・24時間入出港及び荷役が可能であり、北米・欧州航路のコンテナ船などが寄港する。また、福岡空港や都市高速が近くにあり、都心からの利便性が高い。他にも、海岸沿いには福岡国際センター・マリンメッセ福岡・福岡国際会議場などのコンベンション施設があり、福岡ドームや福岡タワーなどの観光施設、シーサイドももちといった新都心も博多湾の沿岸に集中している。
旅客港として韓国や中国に近い博多港は、韓国・釜山との間に高速船を運航するなど需要も多く、外国航路の旅客数日本一の港である。
港則法に基づく港域については、海上保安庁発行の海図では西戸崎西端（志賀島橋橋台）から能古島北部也良岬を経由し今津の碁石鼻南側を結ぶ線を港界と定める。箱崎埠頭から荒津までの防波堤の内側を第1区と定め、香椎浜埠頭（香椎かもめ大橋橋台）と東区西戸崎南東端を結ぶ線の北側を第2区、残りの海域のうち能古島南部と小戸妙見岬を結ぶ線の東側を第3区、西側を第4区と定めている。
港湾法に基づく港湾区域については、1952年（昭和27年）10月に運輸大臣の認可を受けた、志賀島東端から能古島の北端を経由し、西区今宿まで引いた線に湾として囲まれた範囲が指定されている。また、1970年（昭和45年）9月17日の許可では、道切（満切）から能古天狗鼻まで引いた際、能古天狗鼻において真方位208度に引いた線とにより囲まれた海面並びに石堂川（御笠川）及び那珂川各博多港臨港鉄道下流の河川水面、ただし、漁港法により指定された博多漁港の区域を除くとされている。
博多湾内は水深確保のため能古島と大岳（海の中道）の間から浚渫による航路が設定されており、ここからパイロットが乗船する水先区となる（強制水先区ではない）。航路は西戸崎沖から、アイランドシティや香椎パークポート方面への「東航路」と、荒津地区 – 東浜埠頭方面への「中央航路」に分かれる。
なお「福岡港」という呼称は明治から昭和初期まで、現在の中央区港（みなと）にある福岡船溜り を指していたもので、ここは古くから荒戸（波戸）と呼ばれ、江戸時代に福岡藩はここを整備して御座船や長崎警備にむかう長崎番船を出入港させていた。また明治から昭和初期における「博多港」は、現在の築港本町・石城町付近、福岡国際センターなどが建っている一帯にあり、両港は元々は別々の港であった。1970年頃までに中央埠頭・博多埠頭が一体埋め立て整備されると、博多港として統一された。2019年時点の国土地理院地図では、中央埠頭西側の旧福岡港側が博多港の一部「博多漁港」とされている。なお、「福岡港」の呼称は、中央埠頭整備後に開通した（旧）博多臨港線の貨物駅名「（貨）福岡港駅」として残っていたが、それも1998年に廃駅となった。
1994年から2006年まで博多港にはアメリカ海軍のイージス艦が計14回寄港している。2004年まで第7艦隊所属アーレイバーク級ミサイル駆逐艦「DDG-56 ジョン・S・マケイン」が須崎埠頭に、2006年には「DDG-62 フィッツジェラルド」が箱崎埠頭に接岸した。寄港中に艦内閲覧が行われたこともあったが、2006年の寄港では報道関係者のみの内覧に制限された。

## 主な地区・施設
- 荒津地区（中央区荒津）  - 128基の貯油施設のある石油中継基地。年間取扱量475万トン（2005年）。
- 須崎埠頭（中央区那の津）  - ムギ・トウモロコシなど穀物や、鋼材・木製品・豆類を扱う。
- 博多ふ頭（博多区築港本町）  - 国内定期航路や福岡市営渡船のターミナルを備えた複合施設。2011年3月27日より水上バス「福博みなとであい船」も発着[7][8]。

博多ふ頭の写真
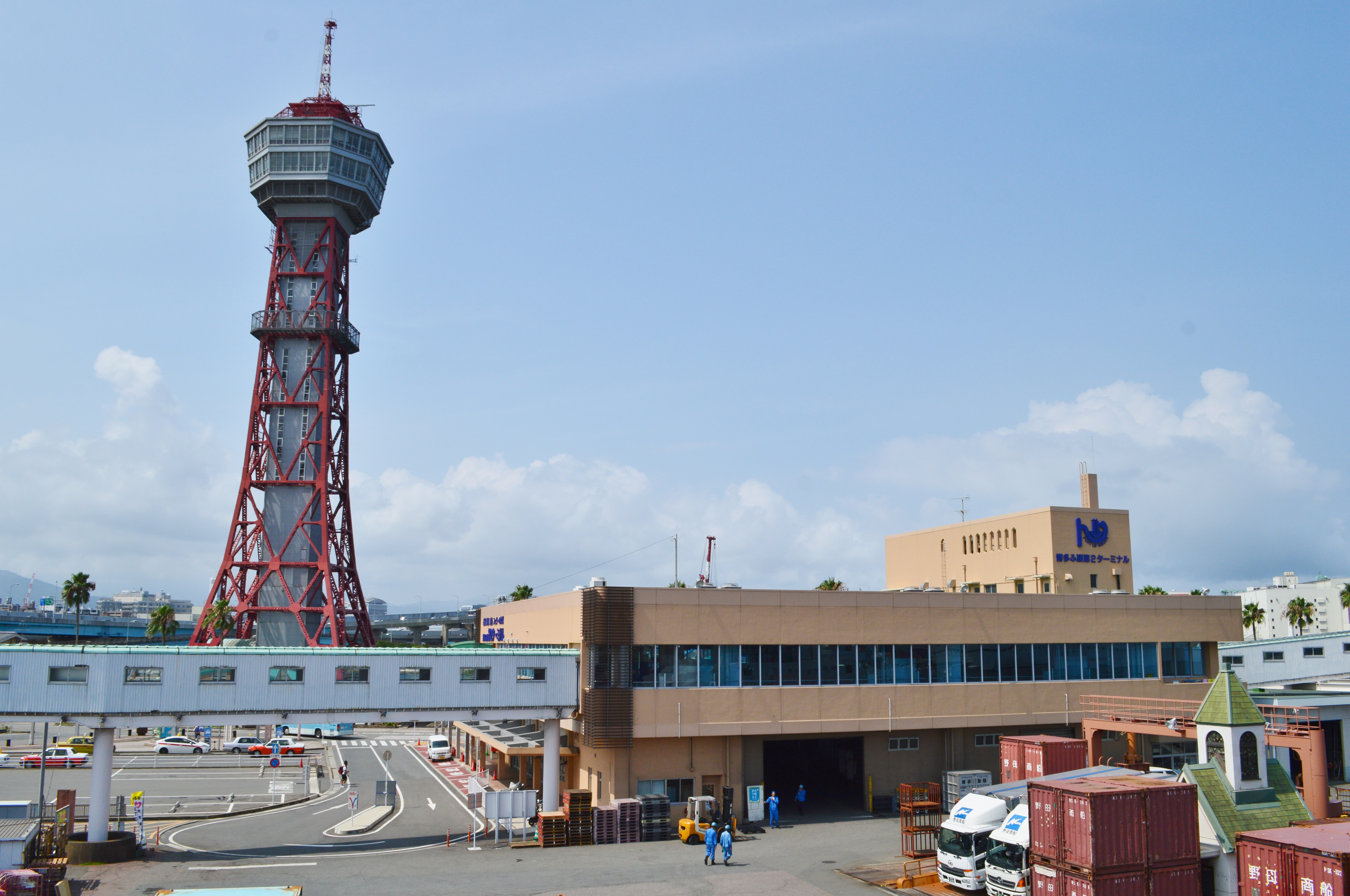
第2ターミナルと博多ポートタワー

- 中央ふ頭（博多区沖浜町）  - 国際航路用施設の博多港国際ターミナル、中央ふ頭クルーズセンターやコンベンションセンターのマリンメッセ福岡がある。そのほか高度化倉庫を備え、車両・農産品・紙・パルプ・水産品を扱う。マリンメッセ福岡の横には、1996年3月に建立された博多港引揚記念碑「那の津往還」が聳える。博多港は1945年10月に引揚援護港に指定され、1947年4月までに139万人を受け入れ、50万人の在日韓国・朝鮮人・在日中国人がここから国許へ帰還した。

中央ふ頭の写真
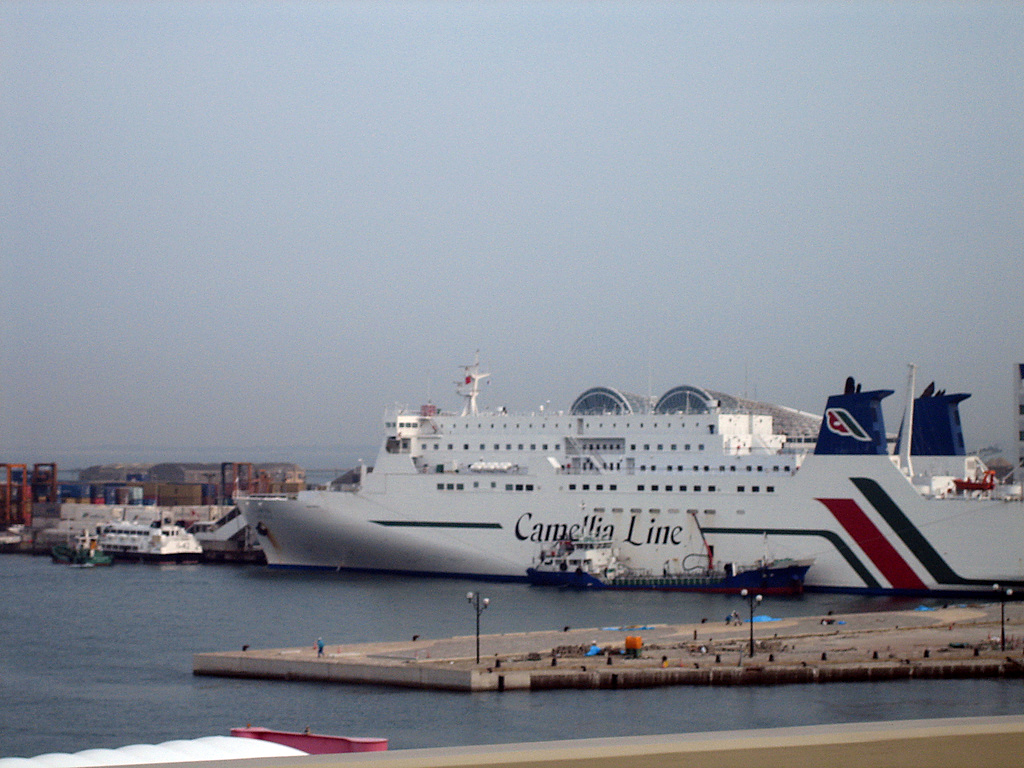
国際ターミナルに停泊中の「ニューかめりあ」
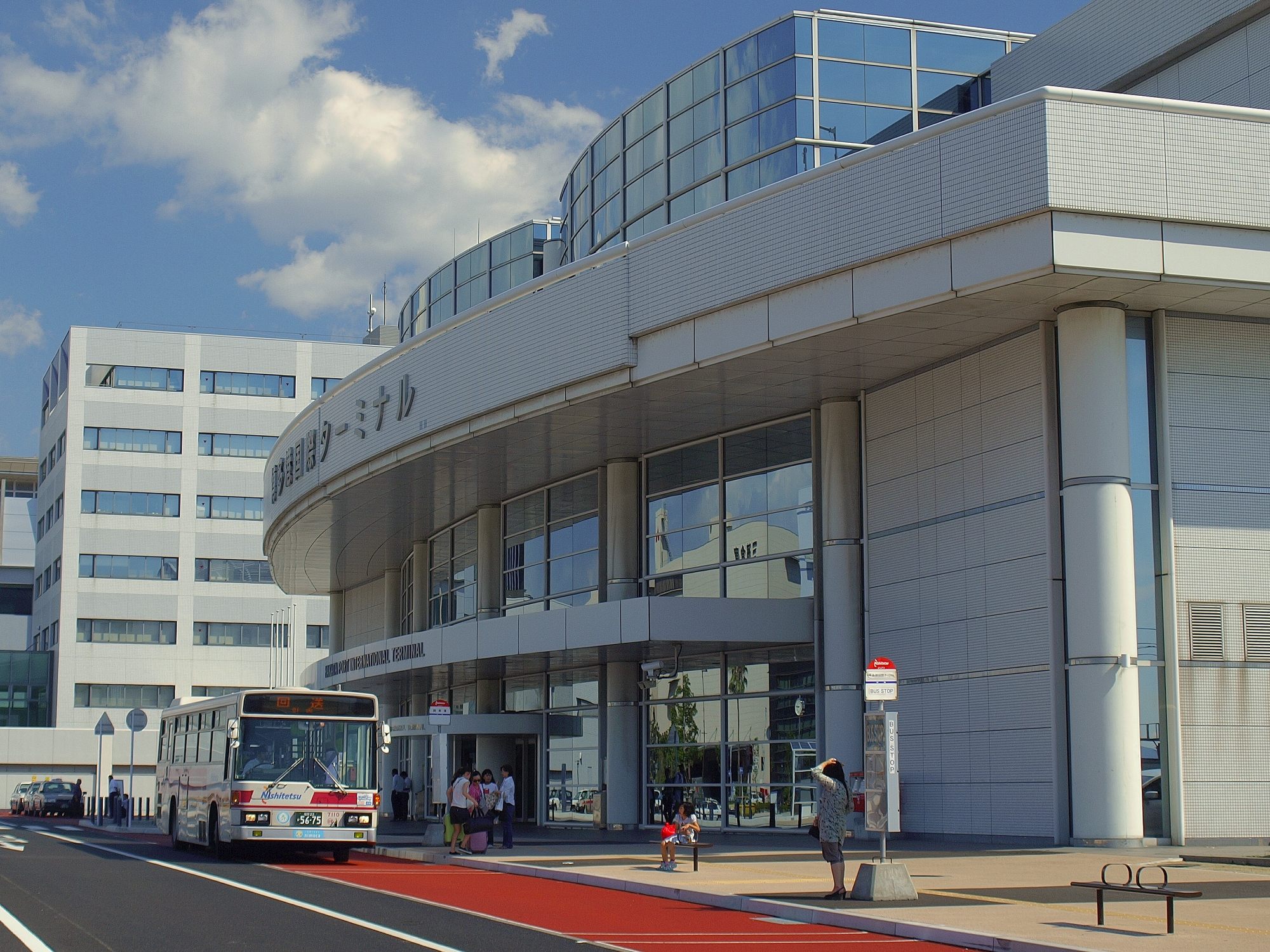
国際ターミナル入口

- 東浜埠頭（東区東浜）  - 砂利・砂・セメント・LNG・鉄鋼・石油製品を扱う。
- 箱崎ふ頭（東区箱崎ふ頭）  - 穀物や青果などの食品、木材、自動車を扱う博多港最大の埠頭。食品加工団地や大規模流通センターも整備。都市高速の箱崎ランプと貝塚ジャンクションに直結し、JR貨物博多臨港線福岡貨物ターミナル駅に隣接する。エチレンガスによるバナナ追熟加工場もある。
- 香椎パークポート（東区香椎浜ふ頭）  - 博多港の国際物流拠点化を想定した、24時間稼動の外内貿ターミナル。香椎かもめ大橋で箱崎埠頭と接続。外貿ターミナルは5万トン級のコンテナ船に対応し、4基のガントリークレーンやトラックごと検査可能な大型X線コンテナ検査場を備える。ラグビーチームのコカ・コーラウエストレッドスパークスのホームグラウンド「さわやかスポーツ広場」や、アビスパ福岡株式会社の本社を兼ねる「福岡フットボールセンター」などのスポーツ施設も備える。
- 福岡アイランドシティ（東区香椎照葉及びみなと香椎）  - 博多湾に造成された人工島であり、都市の機能としては、西側のみなと香椎地区と東側の香椎照葉地区とに大きく分けられる。香椎照葉地区においては、中高層の共同住宅や一戸建ての住宅を中心としたゾーン、新産業・研究開発機能が集積するゾーンが配置され、学校、福祉関連施設、商業施設等も立地している。また、みなと香椎地区においては、香椎パークポートの対岸に造成された港内最新のターミナル等が整備されている。貨物取扱量増加や船舶大型化に対応し、5万トン級のコンテナ船1隻と6万トン級のコンテナ船2隻が同時に接岸できる。大型ガントリークレーン5基やトランスファークレーン19基を備える。2010年7月から、港湾荷役時の二酸化炭素排出削減を図る国の実証実験事業としてトランスファークレーンの電動化を行うこととなり[9]、ターミナル内のクレーンの走行路に集電レールを設置し、7月時点で使用中のディーゼル電気駆動クレーン13基を地上給電方式併用に順次改造した[10]。2010年11月には、世界初となるリチウムイオン電池搭載の完全電動型クレーン4基が新たに導入され[11]、2010年12月20日から電動化クレーン17基体制での本格稼働を開始した[12]。

福岡アイランドシティの写真
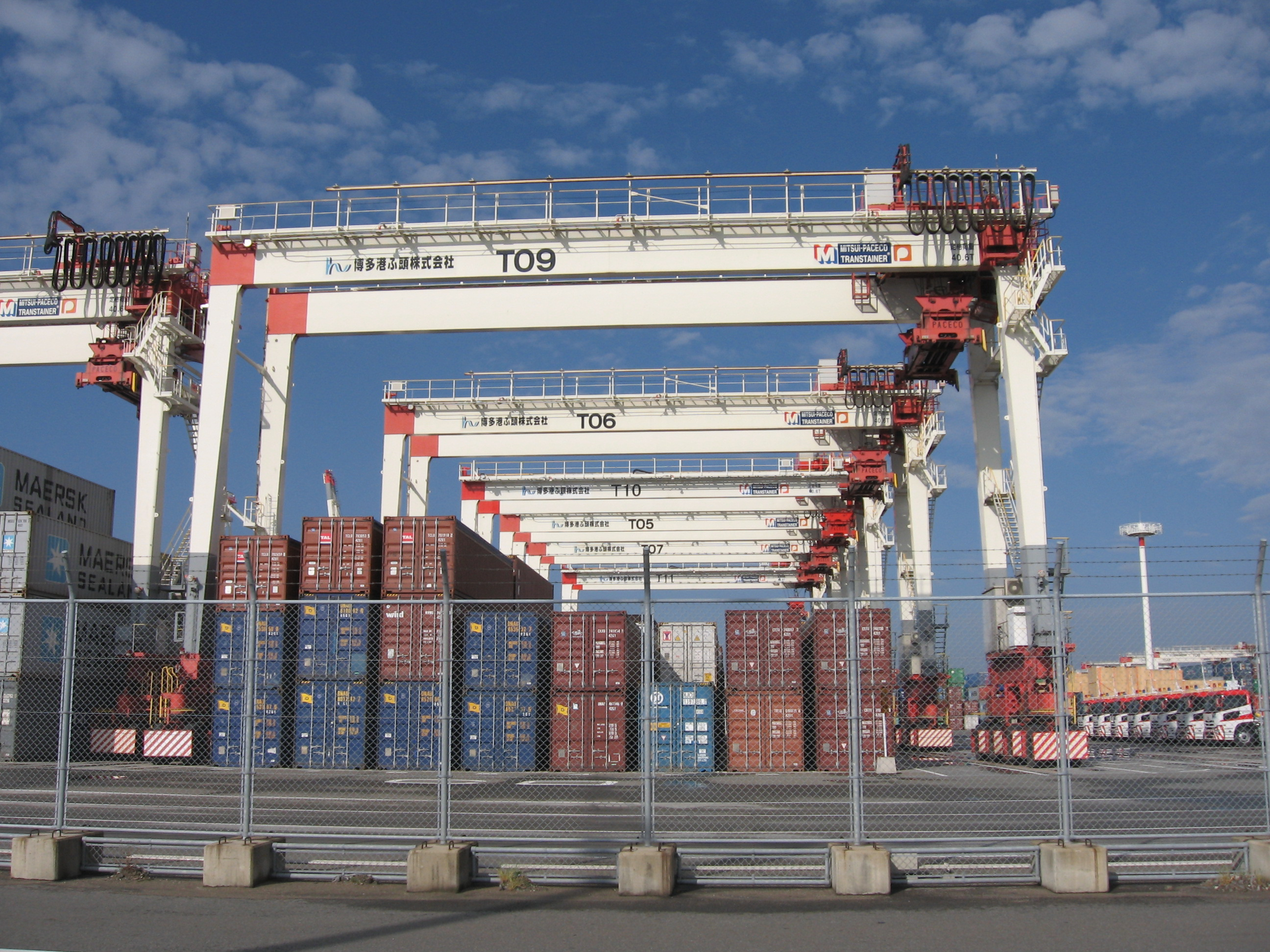
タイヤ式トランスファークレーン[注釈 2]

- シーサイドももち（中央区地行浜・早良区百道浜）  - ウォーターフロント開発地区。福岡タワー、福岡市総合図書館、福岡市博物館などのほか、報道関連各社、情報関連企業、情報技術研究開発機関、高層オフィスビル、マンションが立ち並ぶ。シーサイドももち海浜公園にはマリゾンがある。
- 西福岡マリナタウン地区（西区愛宕浜）  - 臨海型大規模住宅地。戸建・集合住宅あわせて約3000戸。福岡女子高や愛宕浜小などの教育施設もある。姪浜旅客待合所（能古渡船場）がある。
- 小戸地区（西区小戸）  - 西福岡マリーナ、複合商業施設・マリノアシティ福岡、西部水処理センターがある。西福岡マリーナは収容隻数870隻の艇置場で、60ft級まで対応可能なメンテナンスハウスなどを備える。マリノアシティ福岡には1台の観覧車がある。
- 小戸ヨットハーバー（西区）  - 正しくは福岡市立ヨットハーバー。浮桟橋188隻、艇置場350隻、艇揚場65m。隣に小戸公園がある。
- 福浜地区（中央区福浜）  - 伊崎船だまりに接して人工海浜がある。

- 能古地区（西区）  - 市街地と能古島を結ぶ渡船が利用する港がある。観光客が多く利用する。
- 西戸崎地区（東区）  - 市街地と海の中道の西戸崎を結ぶ渡船が利用する港がある。隣接してジャパンオイルネットワーク福岡油槽所や、船舶・定置機関整備事業者のエンジンドックがある。
- 博多漁港（中央区）  - 福岡県が管理する特定第3種漁港。利用漁船実数は1674隻、陸揚量は46702トン（2004年時点）。併設されている長浜鮮魚市場は卸売が主であるが、一般消費者の見学や土産物購入、食事ができるほか、毎月第二土曜日の午前中は「市民感謝デー」として一般開放される[13]。
- 福岡船溜（中央区）  - 博多漁港の西側にある船だまり。船舶への給油船（バンカー船）などの基地となっている。北岸側には福岡造船福岡工場がある。
- 長浜船溜（中央区）  - 須崎埠頭と博多漁港の間にある船だまり。周囲には倉庫が並ぶ。壱岐・対馬方面の貨物船航路が発着するほか、水産庁や福岡県の漁業取締船の基地となっている。入口付近の北岸側には船舶修理事業者の曽我鉄工所がある。
- 東浜船溜（東区）  - 中央埠頭と東浜埠頭の間にある船だまり。タグボートや水先艇、福岡市消防局の消防艇などの基地となっている。

## 旅客航路

### 博多湾内航路
- 福岡市営渡船

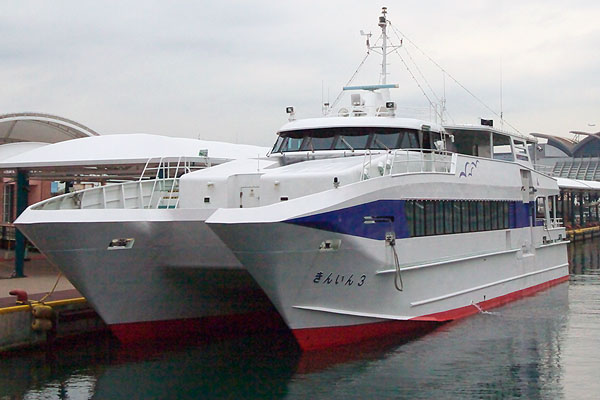
福岡市営渡船「きんいん3号」

  - 博多・志賀島航路 （博多埠頭第1 ‐ 西戸崎 ‐ 志賀島）
  - 玄界島・博多航路 （玄界島 ‐ 博多埠頭第1）
  - 能古・姪浜航路 （能古島 ‐ 姪浜旅客待合所）
  - 小呂島・姪浜航路 （小呂島 ‐ 姪浜旅客待合所）
- 安田産業汽船
  - ももち・海の中道航路 （ももち〈マリゾン〉 ‐ 海の中道渡船場）
  - 博多・海の中道航路 （博多埠頭第1 ‐ 海の中道渡船場）
- 海上タクシー（能古・姪浜航路）  - 能古島 ‐ 姪浜旅客待合所

### 湾内クルーズ

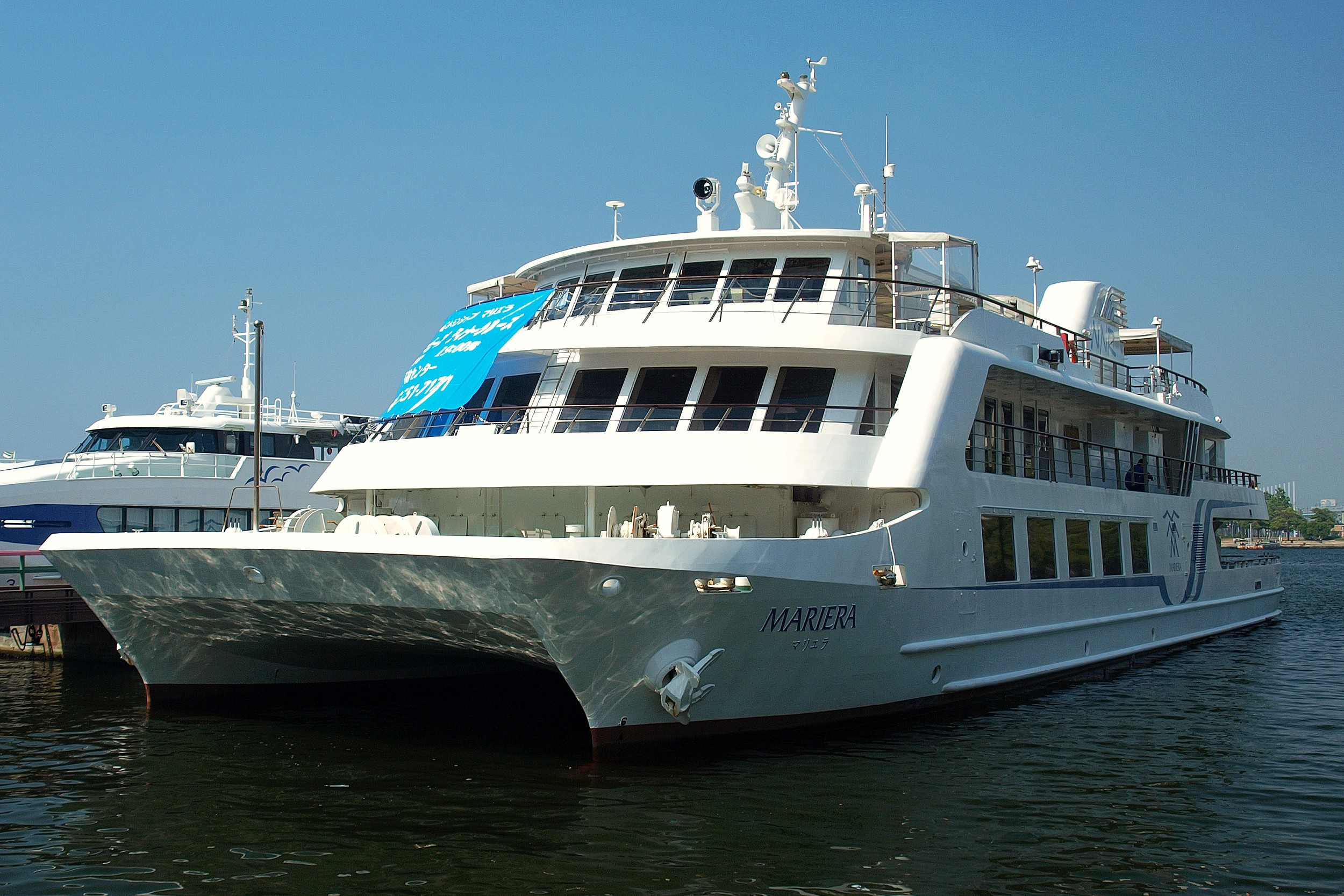
西日本鉄道「マリエラ」

- 西鉄ホテルズ「マリエラ」 （博多埠頭）
- マリノア「マリノア」 （小戸）

### 水上バス
- 「福博みなとであい船」（博多埠頭・ベイサイド – 天神・福博であい橋、2011年3月27日 – ）[7][8]

### 国内航路
- 九州郵船
  - 高速船「ヴィーナス」「ヴィーナス2」（博多埠頭第1）、「フェリーちくし」、「フェリーきずな」（博多埠頭第2）
    - 壱岐島芦辺港に停泊中の「ヴィーナス2」郷ノ浦（長崎県壱岐市）
    - 芦辺（長崎県壱岐市）
    - 厳原（長崎県対馬市）

  - 「フェリーうみてらし」（博多埠頭第2）
    - 比田勝（長崎県対馬市）

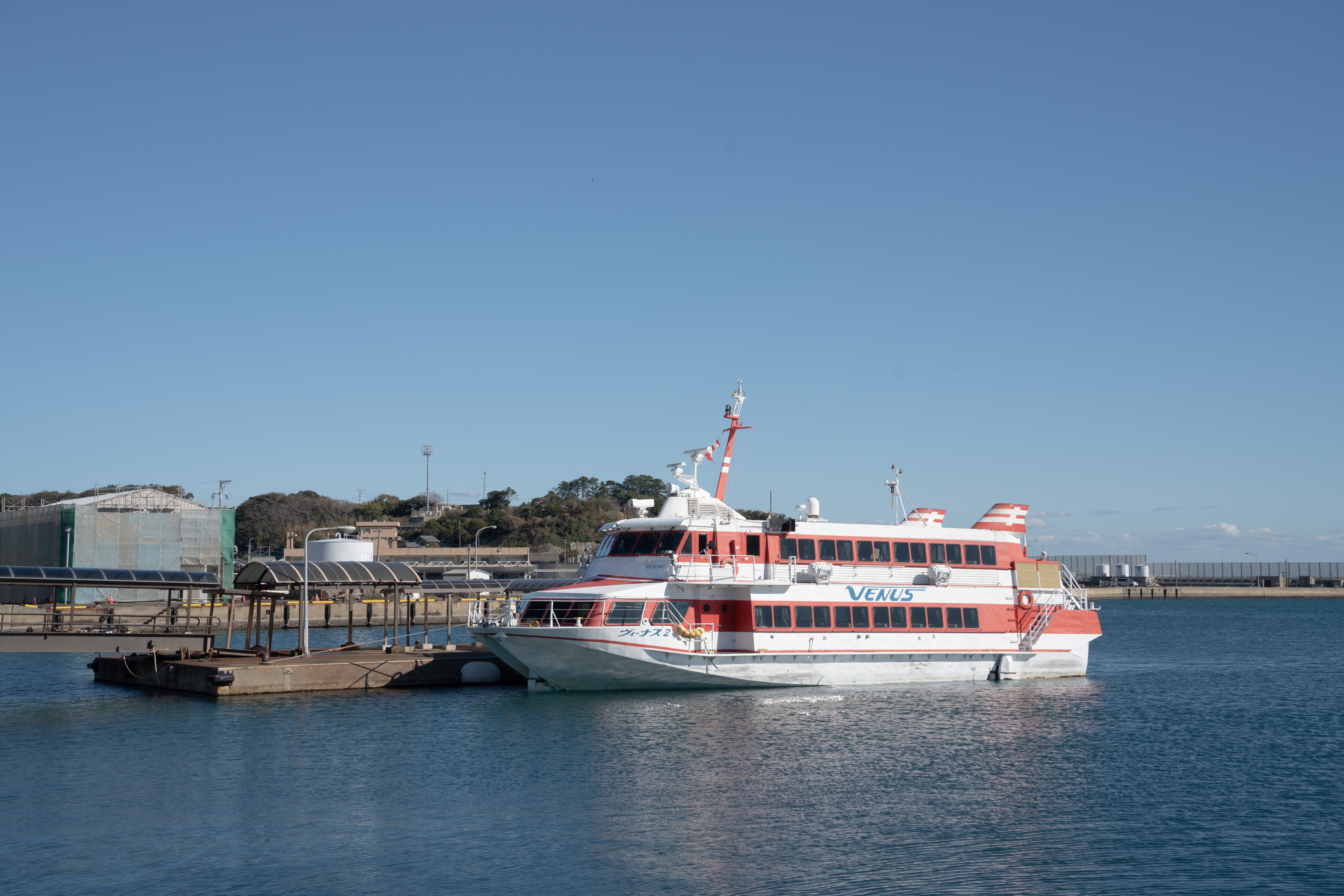
壱岐島芦辺港に停泊中の「ヴィーナス2」

- 野母商船「太古」（博多埠頭第2）  - 博多埠頭第2 ‐ 宇久（長崎県佐世保市旧宇久町） ‐ 小値賀 ‐ 青方（新上五島町） ‐ 奈留（五島市：博多発のみ） ‐ 福江（五島市）
- 対州海運「フェリーたいしゅう」（須崎埠頭）
  - 厳原港（長崎県対馬市）[注釈 3]

### 外国航路
中央埠頭・博多港国際ターミナル ‐ 釜山港（大韓民国釜山市）
- カメリアライン「ニューかめりあ」

## 外貿コンテナ航路
2007年7月1日時点。

### 北米西岸
- Westwood Shipping Lines（アメリカ）
  - シアトル、バンクーバー（ワシントン州）、ロングビュー（ワシントン州）、釜山

### 中近東
- MAERSK LINE（デンマーク）
  - タンジュンペラパス（マレーシア）、ナバシェバ（インド）、ポートカシム（パキスタン）、シンガポール、香港、塩田（深圳）、光陽、釜山

### 東南アジア
- 日本郵船（NYK）（日本）／現代商船（ヒュンダイ）（韓国）／Siam Paetra International Co.,Ltd. (SPIC)（タイ）
  - ホーチミン（ベトナム）、レムチャバン（タイ）、バンコク、マニラ、上海、青島、釜山
- 陽明海運股份有限公司（YANG MING）（台湾）
  - レムチャバン、バンコク、香港、高雄、台中、基隆
- ワンハイラインズ（台湾）／エバーグリーン（台湾）
  - 香港、高雄、基隆、台中
- ワンハイラインズ
  - バンコク、レムチャバン、香港、高雄、基隆、台中
  - 高雄、香港、塩田
- エバーグリーン
  - 台中、高雄、香港、蛇口（深圳）
  - シンガポール、マニラ、ポート・クラン（マレーシア）、タンジュンペラパス、ペナン（マレーシア）、パシールグダン（マレーシア）、基隆、台中、高雄、香港、釜山、光陽
- 商船三井（MOL）（日本）
  - レムチャバン、バンコク、マニラ、釜山
- 山東省煙台国際海運公司（SYMS）（中国）
  - ハイフォン（ベトナム）、防城（中国広西チワン族自治区）、赤湾、廈門、香港、上海、釜山
- 新海豊集装箱運輸有限公司（SITC）（中国）
  - マニラ、廈門、上海、釜山

### 中国
- ジェネック（アカシアライン）（日本）
  - 大連、青島
- 浩達船務有限公司（FAIR WIND SHIPPING）（中国）
  - 煙台（山東省）、石島（山東省）
- SYMS
  - 上海
  - 連雲港、青島
  - 天津、大連、煙台
  - 上海、寧波、釜山、光陽
  - 煙台、大連
  - 煙台、石島、釜山
- SITC
  - 煙台、青島
  - 上海、寧波
- 天敬海運（CK Line）（韓国）
  - 上海、寧波、釜山、蔚山
  - 天津、大連、釜山、蔚山
- 上海スーパーエクスプレス（日本）　RORO船
  - 上海
- 東進商船（Dong-Jin）（韓国）
  - 上海、釜山、蔚山
- 安通海運国際有限公司（Onto Shipping International）（中国）
  - 上海
- 大連集発環渤海集装箱運輸有限公司（DBR）（中国）
  - 大連、威海
- 大連威蘭徳船務有限公司（Winland Shipping）（中国）
  - 天津、大連

### 韓国
- 東進商船
  - 釜山
  - 麗水（2012.5.12 – 8.12）麗水世界博覧会 期間運航
- カメリアライン（日本）　RORO船
  - 釜山
- カメリアライン
  - 釜山　
  - 麗水（2012.5.12 – 8.12）麗水世界博覧会 期間運航
- 興亜海運（Heung-A）
  - 釜山
- United Arab Shipping Company (UASC)（クウェート）
  - 釜山
- APL（アメリカ）
  - 釜山
- Sinokor Merchant Marine CO.,Ltd. (SINOKOR)（韓国）
  - 釜山、光陽
- 南星海運（Nam Sung Shipping）（韓国）
  - 釜山
- CMA CGM（フランス）

## 博多港港勢
海上出入総貨物量は、外国貿易が 1,830 万トン、内国貿易が 1,406 万トン（2012年）、出入別の割合では、輸移出が33.4％、輸移入が66.6％となっている。博多港は輸移入中心の港湾であるといえる。
外国貿易では取扱量の4割が輸出で6割が輸入。輸出品目はゴム製品・完成自動車・再利用資材・が、輸入品目は家具装備品・麦・飼料、肥料・衣類・果実、野菜が上位を占める。貿易相手国は中国・アメリカ・韓国が上位で、中でもトヨタ自動車の中国向け輸出車の積出港としての成長が著しい。
下記のデータは2012年時点のもの。

### 入港船舶
- 外国航路：5,148隻（前年比104.1）・43,600,490トン（前年比102.2%）
- 内国航路：25,904隻（前年比98.7%）・18,056,661トン（前年比104.4%）

### 船舶乗船人員
- 外国航路：845,580人(前年比127.3%）

博多港の外国航路は釜山航路のみだが旅客数は日本一
- 内国航路：1,116,137人(前年比102.5%）

### 国際海上コンテナ取扱量
- 取扱個数（実入コンテナと空コンテナの合計値）単位:TEU
  - 外国貿易（ダイレクト）
    - 輸出：404,042（前年比100.7%）
    - 輸入：414,505（前年比100.4%）

  - 内国貿易（フィーダー）
    - 移出：13,899（前年比95.7%）
    - 移入：16,887（前年比77.1%）

### 海上出入
- 貨物量
  - 外国貿易
    - 輸出：7,046,473トン(前年比101.0%）
    - 輸入：11,251,626トン(前年比98.1%）

  - 内国貿易
    - 移出：3,763,569トン（前年比107.3%）
    - 移入：10,292,461トン（前年比105.6%）
- フェリーによる航送車輛
  - 移出：867,675トン（前年比95.2%）
  - 移入：882,285トン（前年比93.4%）

## 歴史
- 日本書紀の宣化天皇元年（536年）に那津の名が見える。
- 7 – 8世紀ごろ　在地迎賓施設「筑紫館」の跡に大和王権の迎賓施設鴻臚館ができる。
- 8世紀ごろ　遣隋使、遣唐使、遣新羅使が那の津から出航。
- 1019年 （寛仁3年） 刀伊が博多湾に攻めてくる （刀伊の入寇）
- 11世紀後半　博多綱首（はかたこうしゅ） と呼ばれる貿易商や多くの宋人が暮らす、大唐街がつくられる。
- 1274年（文永11年） 元軍が博多港に上陸し、博多の町が主戦場となる。（文永の役）
- 1276年（建治2年） 幕府の命令で、防塁がつくられる。
- 1281年（弘安4年） 元軍が再び来襲する。（弘安の役）
- 室町時代から三津七湊の1つ。
- 1633年（寛永9年） 奉書船以外の渡航禁止。第1次鎖国令。
- 1639年（寛永15年） ポルトガル船の来航禁止。
- 1784年（天明4年） 金印を志賀島で発見。
- 1883年（明治16年） 下関港・厳原港とともに一般開港外の対朝鮮の特別貿易港に指定。フランス産の反射鏡式灯台を事業家が建設。
- 1889年（明治22年） 米・麦・麦粉・石炭・硫黄の5品目に限定された特別輸出港に指定。
- 1890年（明治23年） 博多桟橋会社が木造桟橋を完成させる。
- 1896年（明治29年） 開港外貿易港に指定。
- 1898年（明治31年） 1889年の5品目に、木炭・セメント・硫酸・マンガン鉱・晒粉が加えられる。
- 1899年（明治32年） 開港の指定を受ける。
- 1927年（昭和2年） 第2種重要港湾に指定。
- 1936年（昭和11年） 博多港修築第1期工事が竣功し、現在の中央埠頭の一部などが完成。博多築港記念大博覧会が開催される。
- 1939年（昭和14年） 第1種重要港湾に指定。
- 1945年（昭和20年） 福岡大空襲で罹災。博多湾内に機雷が投下される。終戦後に海外引揚援護港に指定。
- 1951年（昭和26年） 重要港湾に指定。
- 1973年（昭和48年） 箱崎埠頭の主要部分の埋立てが竣功。
- 1974年（昭和49年） 博多埠頭が竣功。
- 1976年（昭和51年） 東浜埠頭・香椎地区が竣功。
- 1986年（昭和61年） 地行浜・百道浜地区（シーサイドももち）が竣功。
- 1988年（昭和63年） 小戸・姪浜地区が竣功。
- 1989年（平成元年） アジア太平洋博覧会が開催。
- 1990年（平成2年） 特定重要港湾（現・国際拠点港湾）に昇格。国際旅客船が就航する。
- 1991年（平成3年） ベイサイドプレイス博多埠頭がオープン。
- 1993年（平成5年） 博多港国際ターミナルとマリノアがオープン。
- 1995年（平成7年） 中枢国際港湾に指定。
- 1998年（平成10年） 香椎パークポートが竣功。
- 2000年（平成12年） アイランドシティの一部が竣功。
- 2003年（平成15年） アイランドシティ国際コンテナターミナルの供用開始。上海-博多高速貨物船就航。
- 2005年（平成17年） 3月20日に福岡県西方沖地震が発生。港湾施設の多くにも被害が発生。港湾施設関係の被害額は140億円となる。
- 2015年（平成27年） 中央ふ頭クルーズセンターが開館。

## 姉妹港・友好港など

### 姉妹港
- オークランド港（ニュージーランド）

### 貿易協力港
- オークランド港（アメリカ合衆国カリフォルニア州）
- ゼーブルージュ港（w:Zeebrugge）（ベルギー）

### 友好港
- 上海港（中国）
- 広州港（中国）

### 相互交流港
- 大連港（中国）
- 天津港（中国）